# Stuepigerne
Stuepigerne (eller Pigeleg, oprindeligt Les Bonnes) er et teaterstykke fra 1947 af den franske dramatiker Jean Genet.
Stykket havde urpremiere på Théâtre de l’Athénée i Paris og stykket blev Genets internationale gennembrud.
Stykket premierede i Danmark i 1951 i Riddersalen under titlen Pigeleg.
DR TV-teatret indspillede stykket med Susse Wold og Lone Hertz i hovedrollerne instrueret af Hans-Henrik Krause.
DR udsendte stykket den første gang den 7. november 1962 og det var i en oversættelse af Uffe Harder.
Optagelsen er tilgængelig fra DR Bonanza.

## Reference
1. 1 2  Sine Ingemann. "Jean Genet". Gyldendals Teaterleksikon.
2. ↑  "Stuepigerne". DR.